# Boeing P-8 Poseidon
Boeing P-8 Poseidon (dříve nazývaný Multimission Maritime Aircraft nebo MMA) je námořní hlídkový letoun námořnictva Spojených států amerických. Je určen k vedení protiponorkového boje, boje proti hladinovým cílům a provádění elektronického průzkumu (ELINT). Letoun ponese torpéda Mk.54, hlubinné pumy, protilodní střely AGM-84 Harpoon, AGM-84K SLAM-ER, protizemní řízené střely AGM-65 Maverick, protiletadlové řízené střely AIM-9 Sidewinder, nebo upravené AIM-120 AMRAAM. Je také schopen vypouštět a monitorovat sonarové bóje. Je navržen ke spolupráci s bezpilotními letouny v rámci systému „Broad Area Maritime Surveillance“, pro neustálé sledování námořního prostoru. P-8 je vyvíjen divizí společnosti Boeing (Boeing Defense, Space & Security) z civilního letounu Boeing 737-800. Zahraničními uživateli typu jsou Austrálie, Indie, Norsko, Nový Zéland a Spojené království. Do července 2022 bylo zákazníkům předáno 150 těchto letounů.
Americké a australské P-8 budou ve službě spolupracovat s bezpilotními průzkumnými letouny Northrop Grumman MQ-4C Triton.

## Vývoj

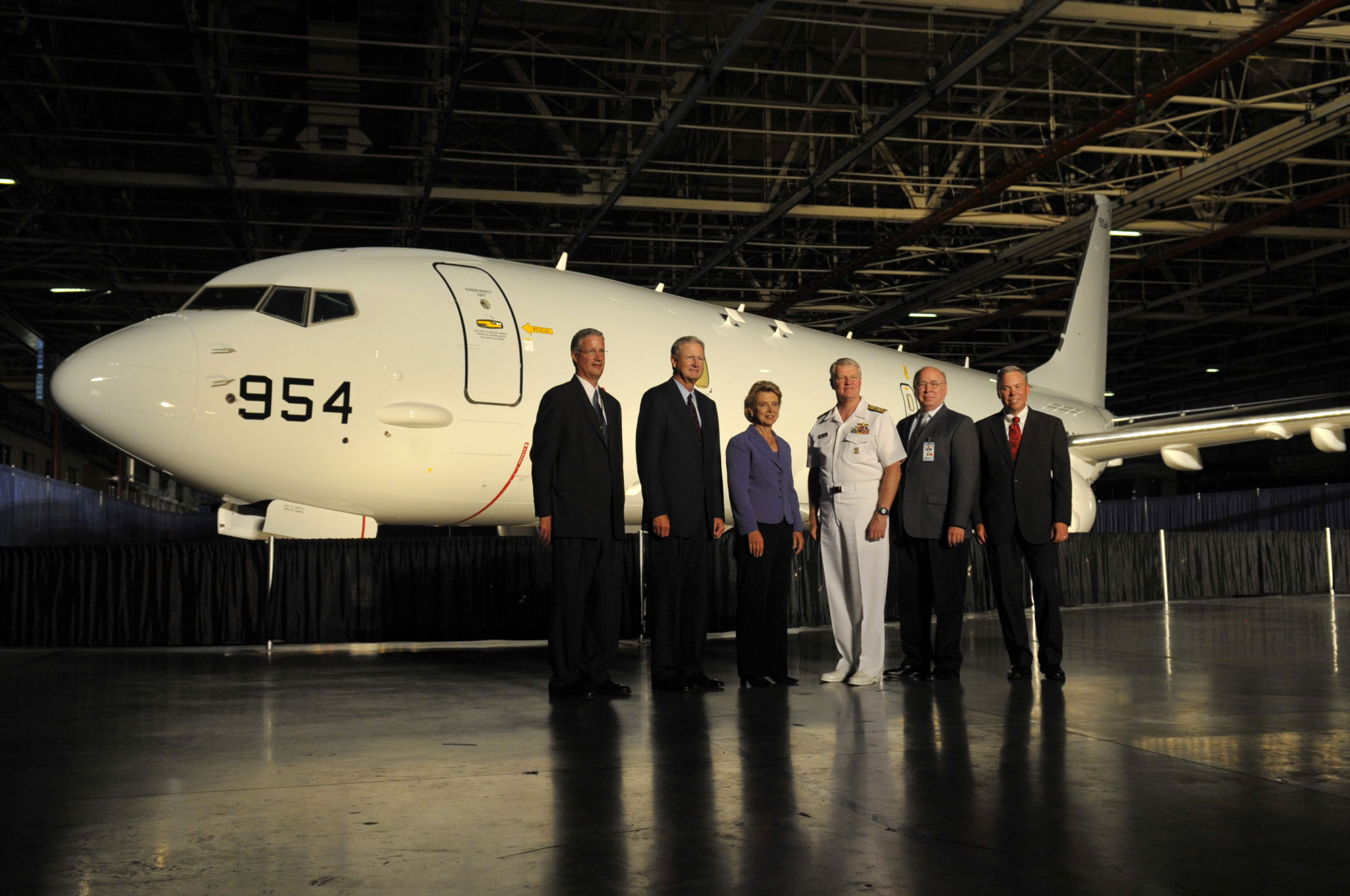
Rollout letounu P-8 30. července 2009

Kokpit amerického P-8A

Protiponorkový letoun Lockheed P-3 Orion slouží v US Navy od roku 1961. V polovině 80. let 20. století US Navy začalo uvažovat o jejich náhradě, protože v důsledku zvýšení hmotnosti se snížil jejich dolet a výdrž ve vzduchu a přibližoval se i konec životnosti draku letadla. Požadavek námořnictva rovněž zahrnoval snížení provozních nákladů. V roce 1989 námořnictvo objednalo u společnosti Lockheed dva prototypy nového letounu označeného P-7, ale tento projekt byl zrušen.
Společnosti Boeing a Lockheed Martin se zúčastnily nové soutěže, která byla vyhlášena v roce 2000. Lockheed přišel s letounem Orion 21, což byla vylepšená nová verze letounu P-3 s turbovrtulovými motory. Boeing předložil návrh založený na civilním letadle 737-800. Soutěže se zúčastnila i společnost BAE Systems s novou verzí letounu Nimrod MRA4, což byla nejnovější varianta britského námořního hlídkového letadla Hawker Siddeley Nimrod. Avšak BAE svou nabídku stáhla v říjnu 2002, protože si uvědomovala politickou realitu, že zakázka nebude přidělena zahraničnímu výrobci bez partnera v USA.
Dne 14. května 2004 byl vítězem soutěže vyhlášen návrh společnosti Boeing. Následující měsíc uzavřelo US Navy se společností Boeing kontrakt na vývoj letounu MMA. Uvedení do operační služby je plánováno na rok 2013. Projekt předpokládá dodání nejméně 108 letounů pro US Navy a pravděpodobně další budou dodány dalším státům, které používají letouny P-3. Hodnota projektu je odhadována na 15 miliard dolarů. Jako dodavatelé určitých částí se na projektu podílejí i společnosti Raytheon, Northrop Grumman, Spirit AeroSystems, GE Aviation Systems, Marshall Aerospace, CFMI a BAE Systems.
Dne 30. března 2005 letouny MMA obdržely označení P-8A.
Letoun bude součástí systému „Broad Area Maritime Surveillance UAV System“, který bude poskytovat nepřetržité námořní sledování. Systém by měl začít pracovat v roce 2010. Kolem 40 bezpilotních letounů založených na letounu RQ-4 Global Hawk bude do tohoto programu zapojeno.
V polovině roku 2008 námořní velitelství NAVAIR zrušilo požadavek na vybavení letounu P-8A detektorem magnetických anomálií (MAD). Účelem rozhodnutí NAVAIR bylo snížit hmotnost letounu o asi 1 600 kg, což má umožnit větší dolet a vytrvalost ve vzduchu. Verze P-8I určená pro Indické námořnictvo s detektorem magnetických anomálií i nadále počítá. Letoun P-8A bude vybaven i novým senzorem uhlovodíků k vyhledávání ponorek na dieselový pohon a ostatních konvenčně poháněných plavidel.
První let letounu se uskutečnil 25. srpna 2009. Druhý 5. června 2009 a třetí vyrobený letoun vzlétl a začal být testován 29. července 2010. Tyto letouny se ihned zapojily do série letových testů konaných převážně z námořní letecké základny NAS Patuxent River v Marylandu. Využívaly se především k testům souvisejícím s integrací jednotlivých druhů výzbroje. Sonarové bóje byly poprvé vyzkoušeny 15. října 2010, kdy bylo svrženo celkem 6 bójí. Následně byly vyrobeny tři předsériové exempláře určené k vojskovým operačním zkouškám.
V únoru 2013 byla završena výroba první šestikusové série P-8A, z nichž první vzlétl 7. července 2011. Na základě kontraktů z let 2011–2012 přitom bylo dosud objednáno 24 sériových P-8A. První sériové Poseidony byly od března 2012 předávány na námořní leteckou základnu NAS Jacksonville na Floridě k letce VP-16 „War Eagles“. Druhou operační jednotkou s P-8A se na stejné základně stala letka VP-5 „Mad Foxes“. Námořnictvo zvažuje dodání celkem až 117 strojů tohoto typu. V prosinci 2013 typ P-8A dosáhl částečné operační schopnosti (IOC, Initial Operational Capability). V této době bylo dodáno celkem 12 sériových P-8A. V srpnu 2015 stoupl počet americkým námořnictvem objednaných letounů na celkových 68. Na počátku ledna 2017 americké námořnictvo převzalo 50. sériový P-8A. K 7. červenci 2022 byl dodán 150. letoun P-8 Poseidon.

### Vývoz a zahraniční účast
Ministerstvo obrany USA chce, aby se na letounu podíleli i potenciální zahraniční uživatelé.

#### Austrálie
Australský ministr obrany 20. července 2007 oznámil, že P-8A byl vybrán jako preferované letadlo, které nahradí flotilu letounů AP-3C Orion sloužících u Australského královského letectva (RAAF) ve spojení s bezpilotním letounem (později byl vybrán Northrop Grumman MQ-4C Triton). Vyřazení posledních letounů AP-3C Orion u RAAF bylo plánováno na rok 2018, tedy po jejich téměř třicetileté službě. Připravován byl rovněž podpis mezistátní dohody, která by Austrálii pomohla v přístupu k utajovaným údajům a pomohla jí zadat vlastní požadavky. V březnu 2009 velitel australského letectva prohlásil, že RAAF by mohlo letouny P-8A zařadit do služby v roce 2016. V březnu 2014 australská vláda schválila nákup osmi letounů P-8A v hodnotě 3,6 miliard dolarů. Později se objednávka zvětšila na 12 letounů. První exemplář byl RAAF předán 17. listopadu 2016. V březnu 2017 byly ve službě dva letouny. Poslední dvanáctý letoun RAAN převzalo v prosinci 2019. V prosince 2020 byly objednány další dva letouny, čímž jejich celkový počet stoupne na 14 kusů.

#### Indie

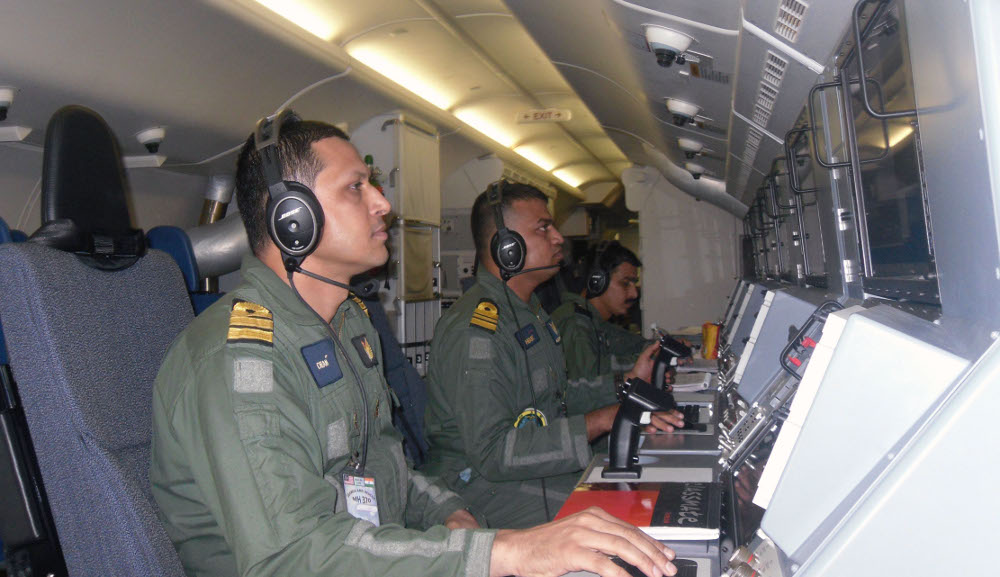
Operátoři indického P-8I

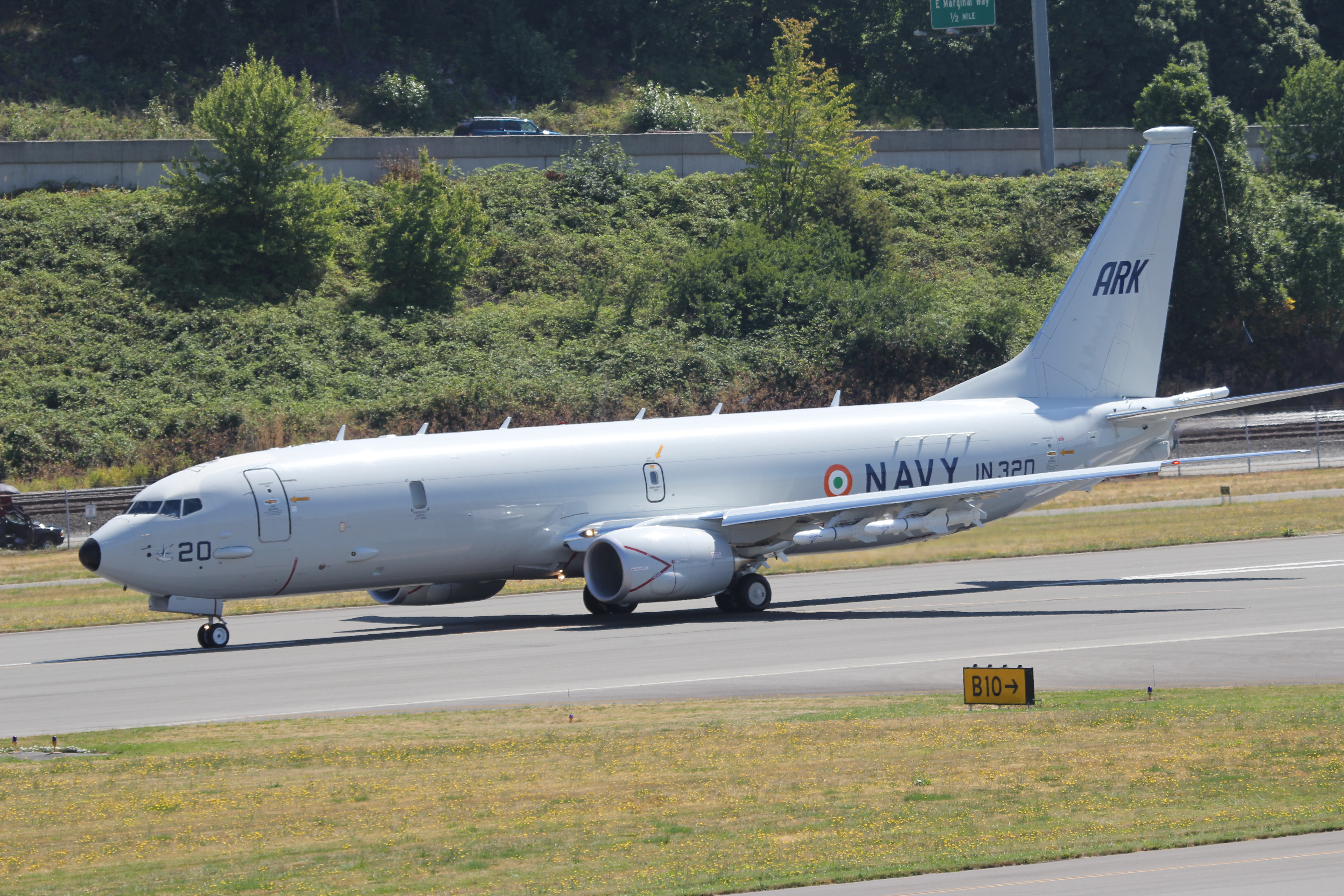
Indický P-8I s protilodními střelami Harpoon pod křídly

V lednu 2008 společnost Boeing navrhla letoun P-8I Neptune, což je upravená exportní verze letounu P-8A pro indické námořnictvo. Tato verze má některé specifické vybavení, například radar Telephonics APS-143 OceanEye a detektor magnetických anomálií (MAD). Dne 4. ledna 2009 indický ministr obrany podepsal dohodu se společností Boeing na dodání osmi letounů P-8I za celkovou cenu 2,1 miliardy dolarů. Tyto letouny nahradí zastaralé turbovrtulové letouny Tupolev Tu-142M. První P-8I vzlétl v Rentonu 28. září 2011. Po zástavbě vojenských systémů podstoupil v USA celý zkušební program, zakončený 7. července 2012. První Poseidon byl Indii dodán 15. května 2013, čtvrtý pak v květnu 2014. Všech osm strojů bylo dodáno do konce roku 2015 a indická strana uplatnila opci na další čtyři kusy, které mají u námořního letectva nahradit stroje Iljušin Il-38. V prosinci 2019 indické ministerstvo obrany potvrdilo zakoupení dalších šesti letounů, takže jejich celkový počet se zvýší na 18 kusů.

#### Jižní Korea
Jižní Korea roku 2019 objednala šest letounů pro námořnictvo Korejské republiky. První má být dodán roku 2022. Předpokládá se, že jejich lokální označení bude P-8K.

#### Spojené království
Britská vláda v listopadu 2015 oznámila plán objednat devět kusů letounu pro potřebu Royal Air Force. V červenci 2016 britské ministerstvo obrany potvrdilo objednávku devíti letounů P-8A, které budou operovat ze základny RAF Lossiemouth ve Skotsku. Mezi jejich hlavní úkoly bude patřit ochrana britských jaderných ponorek a nových letadlových lodí třídy Queen Elizabeth. Své dosud poslední námořní hlídkové letouny Hawker Siddeley Nimrod přitom RAF bez náhrady vyřadila roku 2010 a zkušenosti britských leteckých osádek na poli námořního hlídkování byly od té doby udržovány za pomoci programu stáží u spojeneckých ozbrojených sil, včetně perutí US Navy vybavených typem P-8 Poseidon. Britské letouny nesou označení Poseidon MRA Mk.1. První letoun RAF převzalo v říjnu 2019 a na britské půdě první stroj přistál 4. února 2020. Počáteční bojové připravenosti IOC (Initial Operational Capability) britské letouny Poseidon MRA Mk.1 dosáhly v dubnu 2020. Všechny objednané letouny mají být dodány do ledna 2022.

#### Norsko
Norské ministerstvo obrany oznámilo záměr zakoupit pětici letounů P-8A Poseidon, které by nahradily šestici norských P-3 Orion a trojici strojů Dassault DA-20. Na konci roku 2016 s prodejem souhlasila americká administrativa. V březnu 2017 bylo objednáno pět letounů, jejichž dodávky proběhnou v letech 2021–2022.

#### Nový Zéland
V červenci 2018 novozélandský premiér Winston Peters oznámil, že země zakoupí čtyři letouny P-8 Poseidon, které ve službě nahradí stávající P-3K2 Orion. Pro letouny bude vybudováno zázemí na letecké základně Ohakea. První letoun byl dodán v prosinci 2022. Zbývající tři letectvo získá v průběhu roku 2023.

#### Německo
Německo schválilo nákup pěti letounů P-8 Poseidon, které mají od roku 2024 nahradit zastarávající hlídkové letouny P-3C Orion. Kromě typu P-8 byly posuzovány ještě hlídkové letouny na bázi menších turbovrtulových typů Airbus C-295 a ATR 72, ale nakonec byl zvolen nejvýkonnější americký letoun. V roce 2023 ministerstvo obrany schválilo pořízení dalších tří letounů, takže celkem jich Německo získá osm.

#### Kanada
V listopadu 2023 bylo rozhodnuto o akvizici čtrnácti letadel P-8A Poseidon a opci na další dva kusy. Ve službě nahradí kanadské námořní hlídkové letouny CP-140 Aurora, jejichž vyřazení je plánováno na rok 2030.

## Popis
P-8 je vojenská verze letounu Boeing 737-800ER s křídlem letounu Boeing 737-900ER. Drak letounu je delší než trup letounu C-40 Clipper, který má trup odvozen od letounu Boeing 737-700. P-8 má zesílený trup a zkosené konce křídla podobně jako Boeing 767-400ER místo zalomených konců křídla používaných u letounů řady 737NG. Letoun je pro zvýšení doletu vybaven dalšími třemi palivovými nádržemi v trupu, tři jsou umístěny vpředu v nákladním prostoru a tři vzadu.
P-8 je vybaven multifunkčním vyhledávacím radarem Raytheon AN/APY-10.

## Varianty

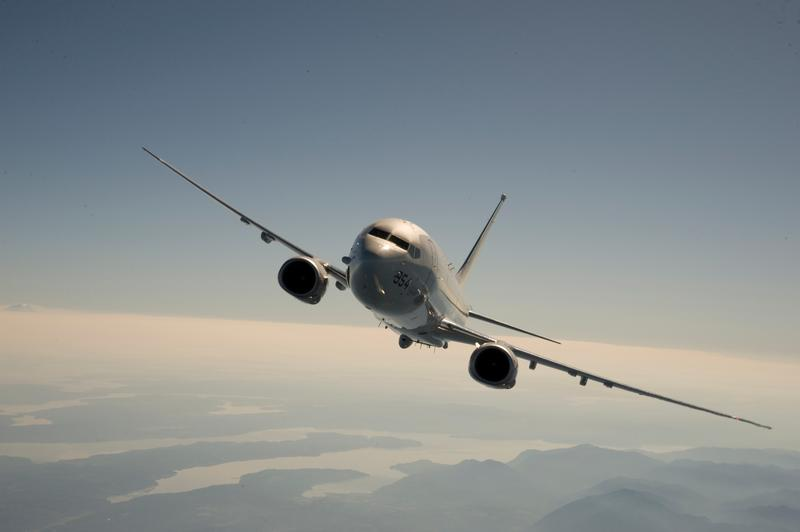
P-8 v letu nad Pacifikem

### P-8A
- Varianta vyráběná pro US Navy a Royal Australian Air Force.

### P-8I Neptune
- Varianta vyráběná pro indické námořnictvo.

### Poseidon MRA Mk.1
- Varianta vyráběná pro Britské královské letectvo.

## Uživatelé
Austrálie

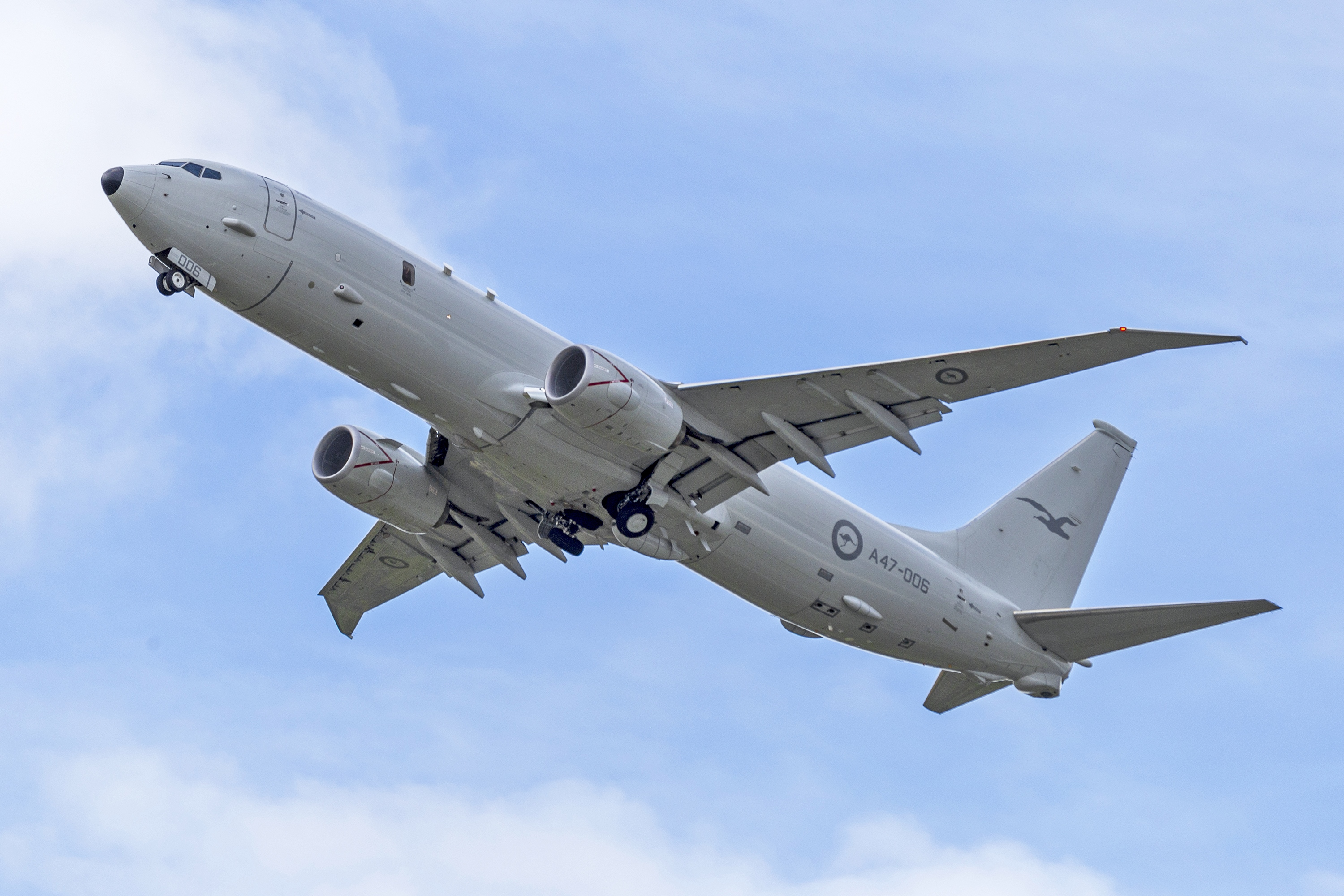
Boeing P-8A Poseidon, RAAF

- Royal Australian Air Force – v letech 2017–2019 dodáno celkem 12 letounů P-8A. Provozuje je 11. squadrona RAAF.

 Indie
- Indické námořnictvo – 8 letounů P-8I ve službě v květnu 2016;[44] další 4 objednané v červnu 2016[45] a šest v prosinci 2019.

 Německo
- Plánován nákup 5 letounů, zařazení do služby od roku 2024.

 Nový Zéland
- Royal New Zealand Air Force  – 4 stroje P-8A objednány, k dodání od roku 2022.[46]

 Norsko
- Norské královské letectvo – objednaných 5 letounů P-8A, dodání v letech 2022 a 2023.[47]

 Spojené království
- Royal Air Force – objednaných 9 letounů Poseidon MRA1.[48]

 USA
- Americké námořnictvo – zakoupeno 122 letadel.[49][50] 89 letounů P-8A dodáno v červnu 2018.[51][52]

## Nehody
Dne 30. listopadu 2023 hlídkový letoun P-8A Poseidon (sériové číslo 169561 YD-561) jednotky VP-4 při startu ze základny Marine Corps Air Station Kaneohe Bay na Havaji přejel startovací dráhu a skončil v moři na korálovém útesu. Dne 2. prosince 2023 byl letoun z moře vyproštěn. O jeho dalším osudu měl rozhodnout jeho technický stav po nehodě. Poškození se ukázalo jako vážné. Jeho stav zhoršily i dva týdny ve slané vodě. Nakonec bylo rozhodnuto letouno odepsat jako totální ztrátu a sešrotovat jej.

## Specifikace (P-8A)

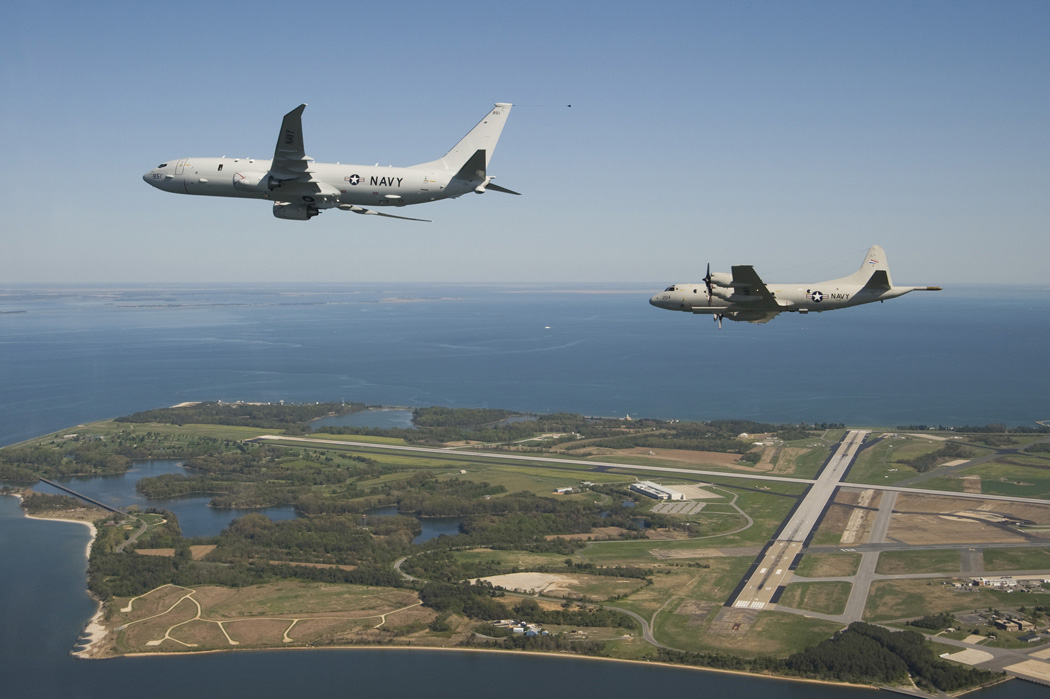
Nejnovější námořní hlídkové a průzkumné letadlo US Navy P-8A Poseidon letí společně s letounem P-3 Orion poblíž NAS Patuxent River, Maryland v roce 2010.

Data převzata z US Navy P-8A Fact File, a firemních specifikací Boeing

### Technické údaje
- Posádka: 9 (2 letový personál, 7 obsluha systémů)
- Rozpětí: 37,64 m
- Délka: 39,47 m
- Výška: 12,83 m
- Nosná plocha: ? m²
- Plošné zatížení: ? kg/m²
- Prázdná hmotnost: 62 730 kg
- Max. vzletová hmotnost : 85 370 kg
- Pohonná jednotka: 2× dvouproudový motor CFM56-7B
- Výkon pohonné jednotky: 120 kN

### Výkony
- Cestovní rychlost: 818 km/h ve výšce ? m
- Maximální rychlost: 907 km/h ve výšce ? m
- Dolet: 2 220 km (+4 h vytrvalost na pozici)
- Dostup: 12 500 m (41 000 ft)
- Stoupavost: ? m/s (? m/min)

### Výzbroj
- 5× střela, mina nebo torpédo ve vnitřní pumovnici
- 6× střela, mina nebo torpédo na vnějších závěsnících